# Economia agrària
L'economia agrària o economia agrícola és una especialització de l'economia que originalment s'aplicava a la producció de conreus i a la ramaderia una disciplina coneguda com a agronomia. L'agronomia era una branca de l'economia que tractava específicament de l'ús de la terra. Se centrava a maximitzar el rendiment dels conreus mantenint-ne la fertilitat i l'ecosistema del sòl.
Al llarg del segle xx aquesta disciplina es va expandir i actualment el seu abast és molt més ampli En el sentit actual l'economia agrària inclou diverses àrees aplicades, amb un considerable solapament amb l'economia convencional.

## Orígens
L'Economia és l'estudi de l'assignació de recursos que siguin escassos.
L'economia agrícola, amb el nom d'agronomia, originalment va ser una aplicació dels principis de l'economia a l'agricultura i la ramaderia. L'agronomia es va ocupar inicialment de l'ús de la terra i de l'aplicació dels mètodes econòmics per a optimitzar les decisions preses pels productors agropecuaris. Un precursor de l'economía agrícola, amb enfocament sobre el productor agrícola, va ser Olivier de Serres (1539-1619), amb la seva obra, Le Théatre d'agriculture et mesnage des champs.

## Renda del sòl
Els economistes pròpiament dits es van ocupar al principi més respecte a les interrelacions del sector agrari amb el sistema econòmic, problema tractat per François Quesnay (1694-1774) en el seu Tableau économique, model fisiòcrata segons els quals només les activitats dins del sector primari, com és l'agricultura i la ramaderia, resulten productives i generen la renda al propietari de la terra o del ramat i els guanys a l'altre sector, comercial, financer i industrial.
Posteriorment l'aspecte de la renda del sòl va centrar molts dels debats sobre economíi agrària. Adam Smith (1723-1790) considerà que la terra com a bé escàs genera una renda similar a la del monopoli. David Ricardo (1722-1823) afirmà que la renda era la part del producte de la terra que es paga al propietari per l'ús de "les forces originàries" del sòl i, per tant, varia segons la qualitat i ubicació del terreny.
Karl Marx optà per distingir entre la "renda absoluta" que resulta de la concentració de la propietat de la terra i la "renda diferencial" que resulta de la qualitat i localització del sòl.
Henry Charles Carey (1793-1879) des dels Estats Units va posar en qüestió les tesis de Smith i Ricardo sobre la renda, ja que va considerar que sempre hi hauria disponibles terres de qualitat i tecnologia que permetés produir més. Carey mostrava com a alternativa al model europeu, el model estatunidenc de terres disponibles i proteccionisme. Francesco Ferrara (1810-1850) acollí les propostes de Carey sobre la renda i l'assimilació de la terra a una mercaderia qualsevol que només pren valor per aportació del capital i el treball, però donà suport lliure comerç i l'extensió de les anàlisis de mercat a l'economia agrària.

## Espai agrari

Model de von Thünen d'usos del sòl agrícola. El punt negre representa una ciutat.
1) Agricultura intensiva (en blanc).
2) Bosc que dona llenya.
3) Agricultura extensiva, camps de conreu.
4) Ramaderia extensiva.

Johann Heinrich von Thünen (1783-1850) va fer una aportació decisiva l'economia agrícola amb la seva teoria de la localització basada en el supòsit, que si l'activitat agrícola es pogués concentrar, com ho fa la producció industrial, se situaria prop del mercat, donant importància a la renda de localització, que sense negar altres factors proposava com a element més important per a configurar el territori agropecuari. Actualment l'estudi de la geografia rural té en compte la nova ruralitat de les activitats extractives i les grans infraestructures que arriben a desplaçar les comunitats d'agricultors i ramaders.

## Mercats agropecuaris
En el sector agroramader hi ha una especificitat en el mercat inicialment es va aplicar les lleis econòmiques de l'oferta i la demanda però el 1930 Henry Schultz, Jan Tinbergen i Umberto Ricci van proposar el model en teranyina per a la formació de preus. Amb motiu de la pujada mundial de preus agraris, la producció d'agrocombustibles i les transaccions a llarg termini, obliga actualment a combinar els models d'aranya amb les anàlisis generals mundials dels mercats i les finances.

### Escala de la producció
Els economistes varen aplicar l'economia d'escala al sector agropecuari per a predir el triomf de la gran producció limitada només per la llei dels rendiments decreixents, això es complia en l'agroindustria però ja von Thünen assenyalà un increment de pèrdues a mesura que augmentava l'extensió de les propietats rurals. Va ser Karl Kautsky (1898) qui demostrà que l'avenç tecnològic permet instaurar instaurar la ramaderia i agricultura intensives que aconsegueixen una alta productivitat en petites extensions i a més, la manera com el latifundi és un impediment per a la innovació tecnològica en imposar rendes per al sòl molt altes.
Aleksandr Txaiànov (1888-1937) estudià l'especificitat de l'economia camperola. Jacob Viner (1950) concebé l'agricultura camperola com un dels factors de retard que generen pobresa. El suec Gunnar Myrdal (1957) contestà la visió de Viner.

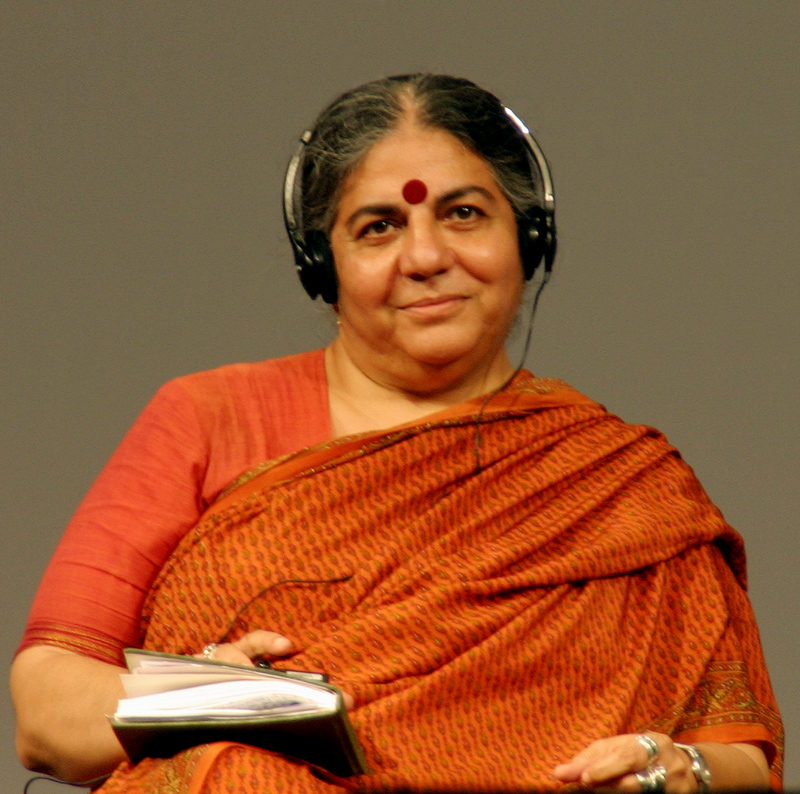
Vandana Shiva a Colònia, 2007.

Vandana Shiva (2006) ha qüestionat el model de gran producció agropecuària i el canvi tecnològic que acompanya la revolució verda i ha comptabilitzat els costos mediambientals i altres no comptabilitzats habitualment.